# Осадові гірські породи

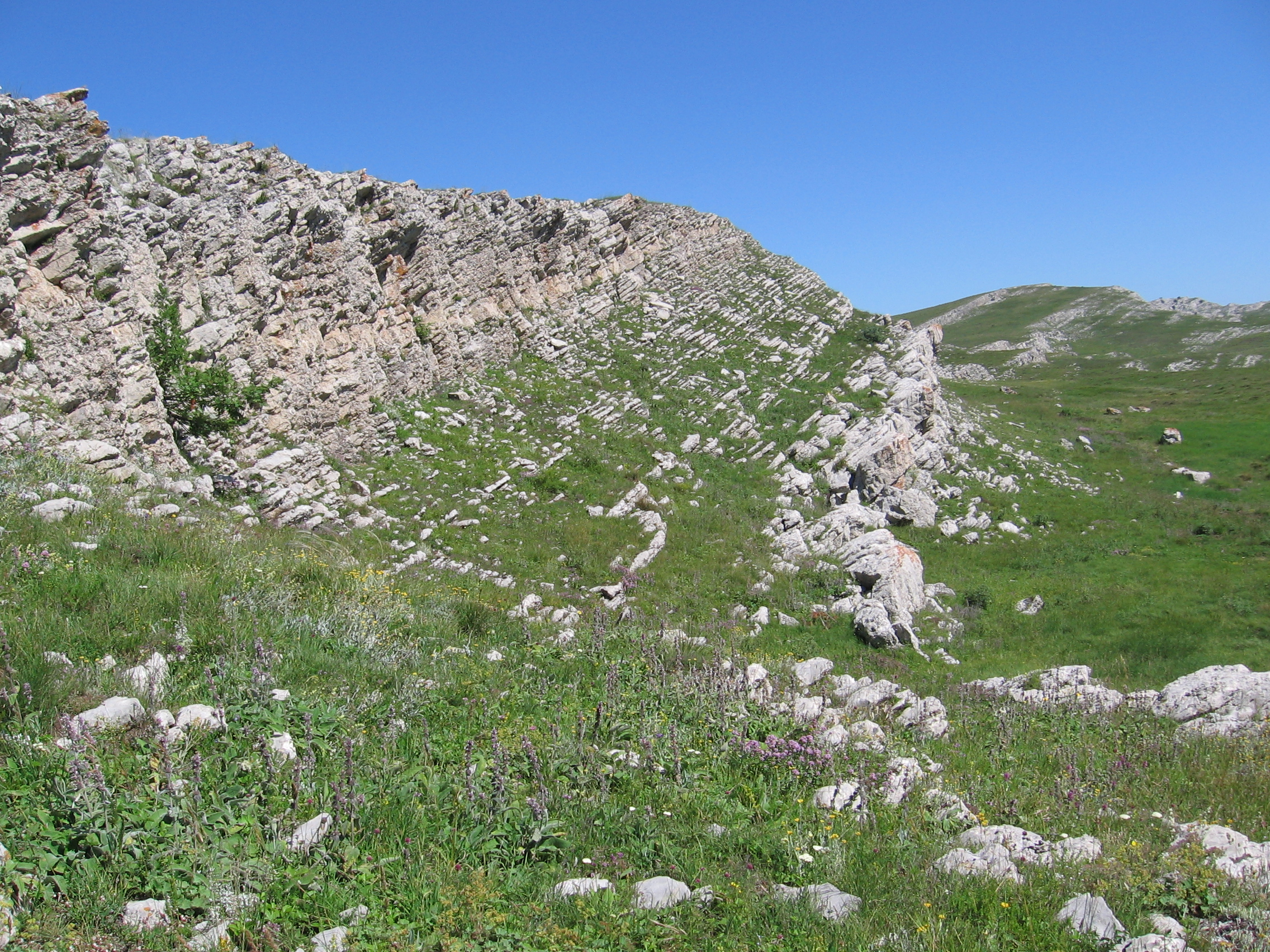
Напластування осадових порід на Бабуган-яйлі. Крим, Україна.

Осадо́ві гірські́ поро́ди (англ. sedimentary rocks; нім. Ablagerungsgesteine n pl, Absatzgesteine n pl, Sedimentgesteine n pl) — гірські породи, що утворилися на поверхні літосфери внаслідок вивітрювання та перевідкладення давніших порід різного походження, випадіння речовин із розчинів, нагромадження решток рослинних і тваринних організмів та продуктів їх життєдіяльності, вулканічного матеріалу та матеріалу, що надходить з космосу.
Зокрема, утворюються при нагромадженні й цементуванні відкладів, які приносяться водою, вітром, льодом або силою тяжіння.

## Загальна інформація
Осадові гірські породи покривають понад 2/3 поверхні Землі і складаються з трьох основних категорій: уламкові, осаджувані хімічно й органічних. Уламкові осадові породи найбільша група, що складається з уламків гірських порід, тобто глини, піску і гравію. До осаджуваних хімічно належать вапняки, гірські породи крейди, і відклади типу гіпсу та нальоту (гірська сіль). Вугілля, нафта, вапняк, що складається з викопних матеріалів, є прикладами органічних осадових порід.
Осадові породи поділяються на чотири генетичні групи:
- уламкові (теригенні),
- глинисті,
- хемогенні,
- органогенні.

Між цими групами існують різноманітні переходи, що приводять до формування порід змішаного складу.
Різний генезис осадових порід є причиною їхнього великого різноманіття і неможливості об'єднання окремих груп за структурною ознакою. Тому структуру розглядають окремо для глинистих і уламкових порід, з одного боку, та хемогенних і органогенних — з іншого.
Уламкові та глинисті породи, що утворюються внаслідок осідання механічних часток, можуть зустрічатися як у незцементованому вигляді (піски, гравій), так і зцементованому (пісковики). Тому розрізняють також типи і структури цементу або співвідношення зерен та цементу. Характер цементації в породах має величезне значення, оскільки в основному саме він визначає їхню міцність.
Для уламкових і глинистих порід основною структурною ознакою, що визначає їхні якості, назву і місце у класифікації, є величина зерен. За величиною зерен (мм) розрізняють: грубоуламкову (псефітову) — 2—100 мм; піщану (псамітову) — 2—0,05 мм; пилувату (алевритову) — 0,05—0,005 мм та глинисту (пелітову) — <0,005 мм структури.
Під час визначення структури уламкових порід потрібно враховувати форму зерен — окатані (галька), напівокатані (гострокутні) або неокатані (щебінь, дресва).

## Феноменологічна схема утворення
Феноменологічна схема утворення осадкових гірських порід включає таку послідовність основних процесів породотворення:
седиментація або седиментогенез (накопичення осадів) → діагенез (перетворення осадів у глинистих породах) → катагенез (зміни осадових порід на глибині поза зоною діагенезу) → метагенез (глибші зміни речовини осадових порід на глибині) → гіпергенез (зміни порід під впливом вивітрювання в приповерхневій частині земної кори).

## Класифікація

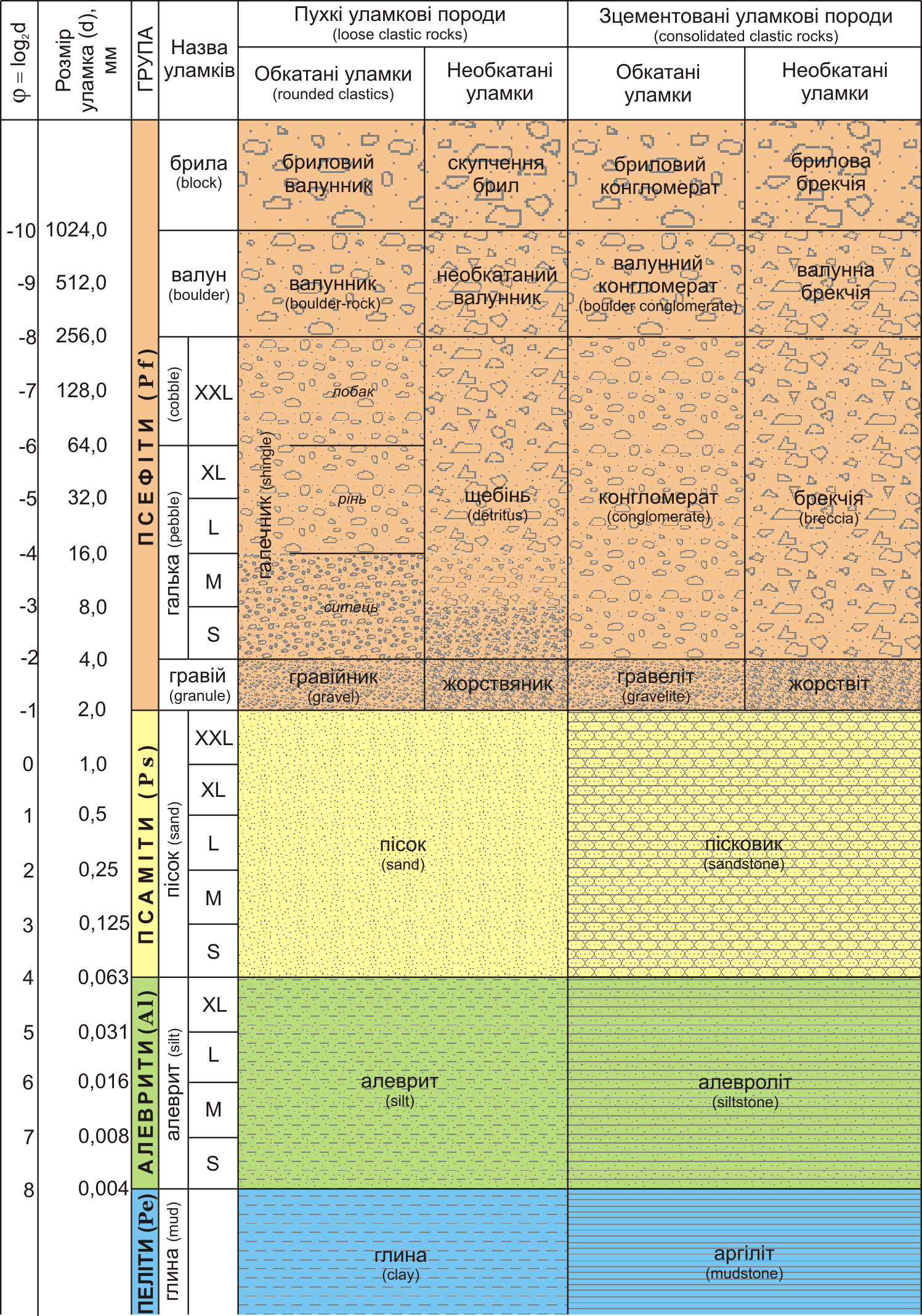
Гранулометрична класифікація осадових некарбонатних уламкових порід.
S-дрібний; M-середній; L-великий; XL-крупний; XXL-дуже крупний

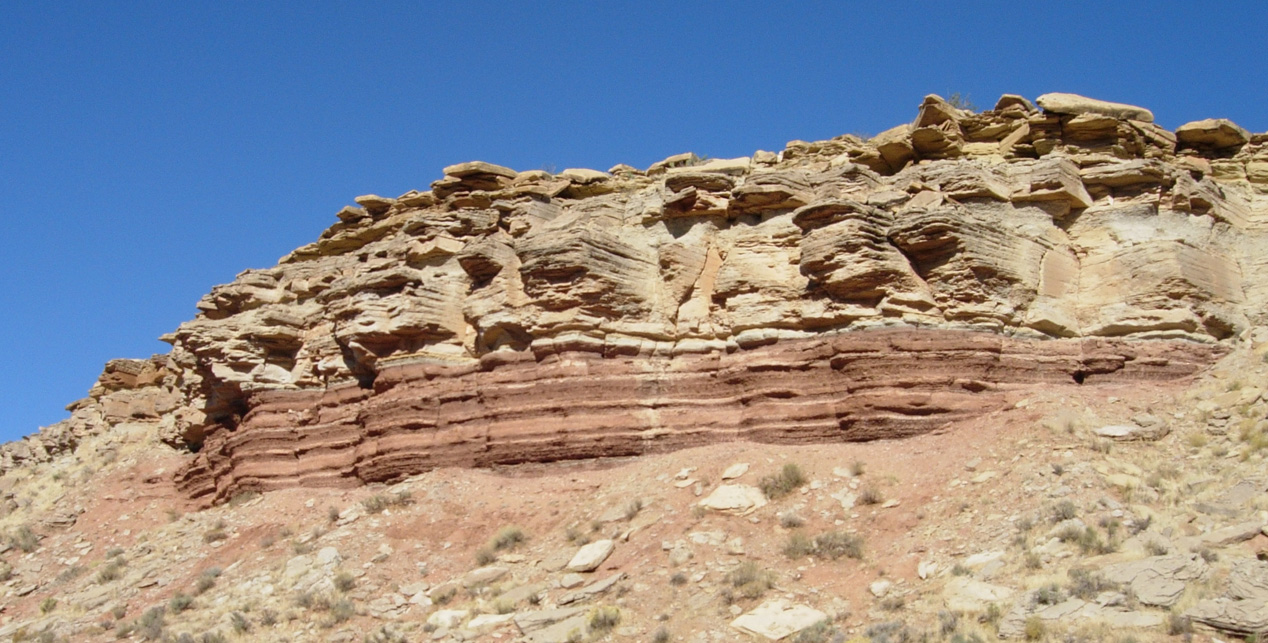
Осадові породи. Середній тріас. Юта, США.

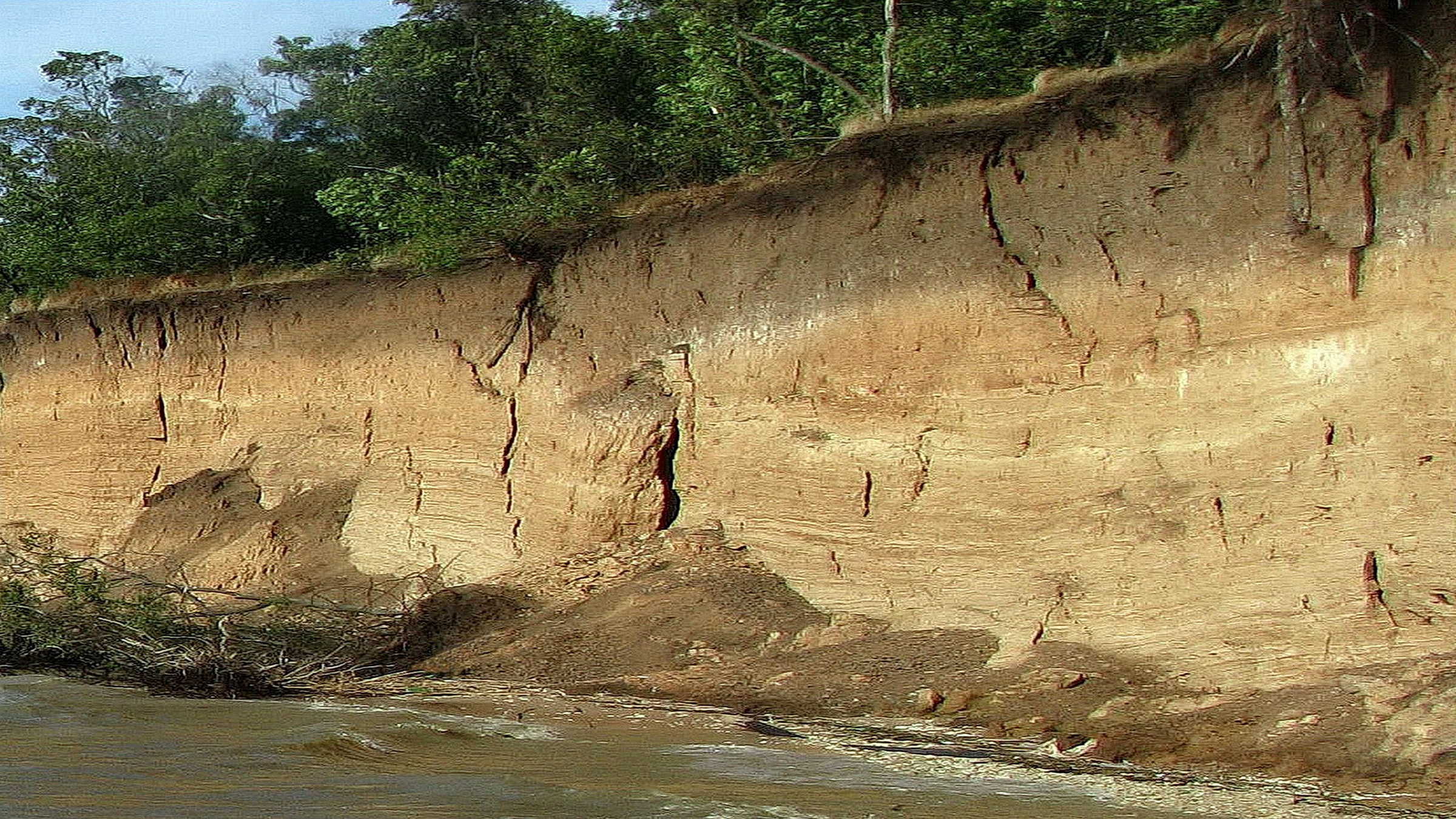
Відслонення неогенових черепашників на узбережжі Каховського водосховища

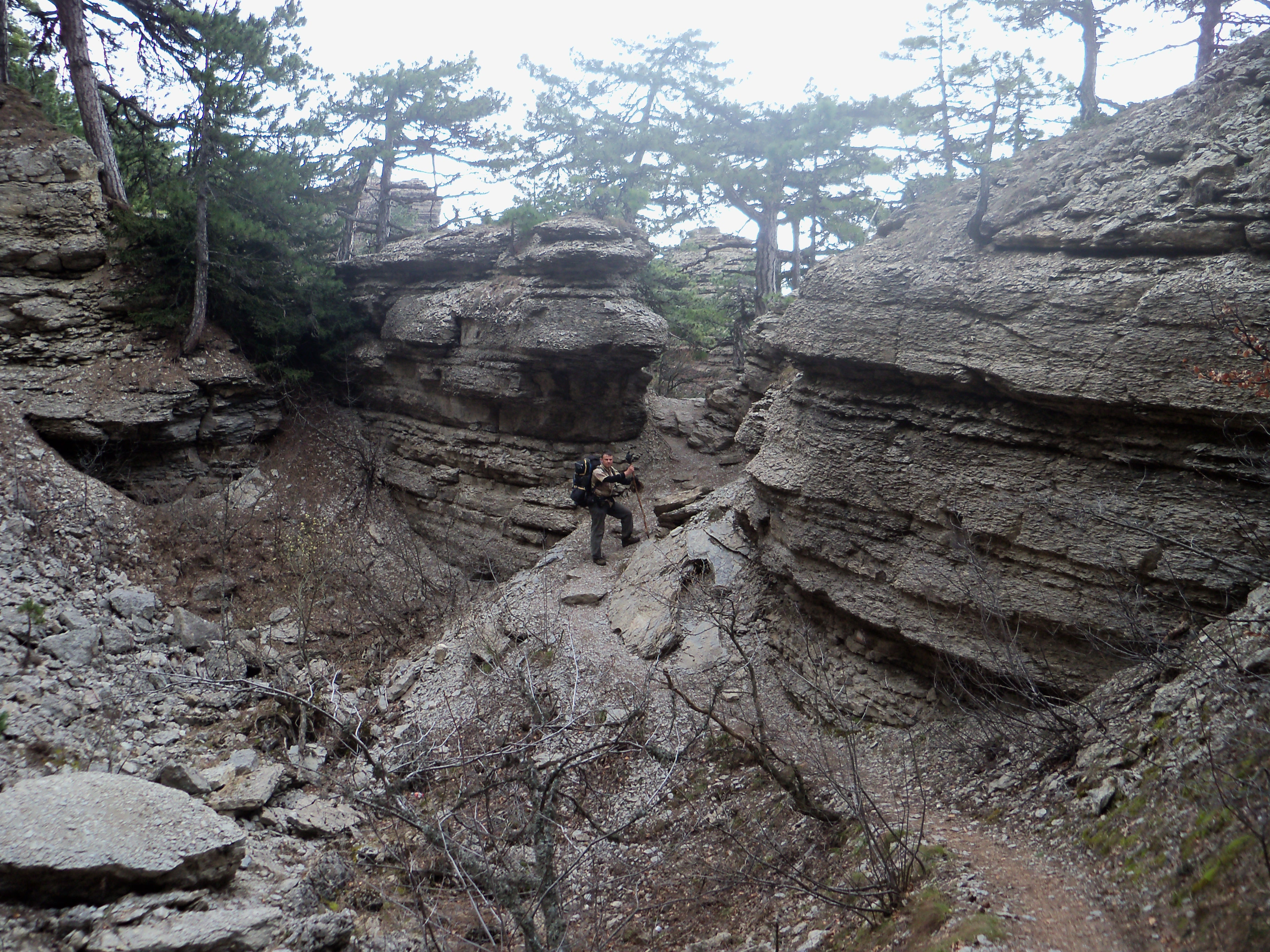
Осадові породи Таракташу, Кримські гори, Ай-Петринська яйла.

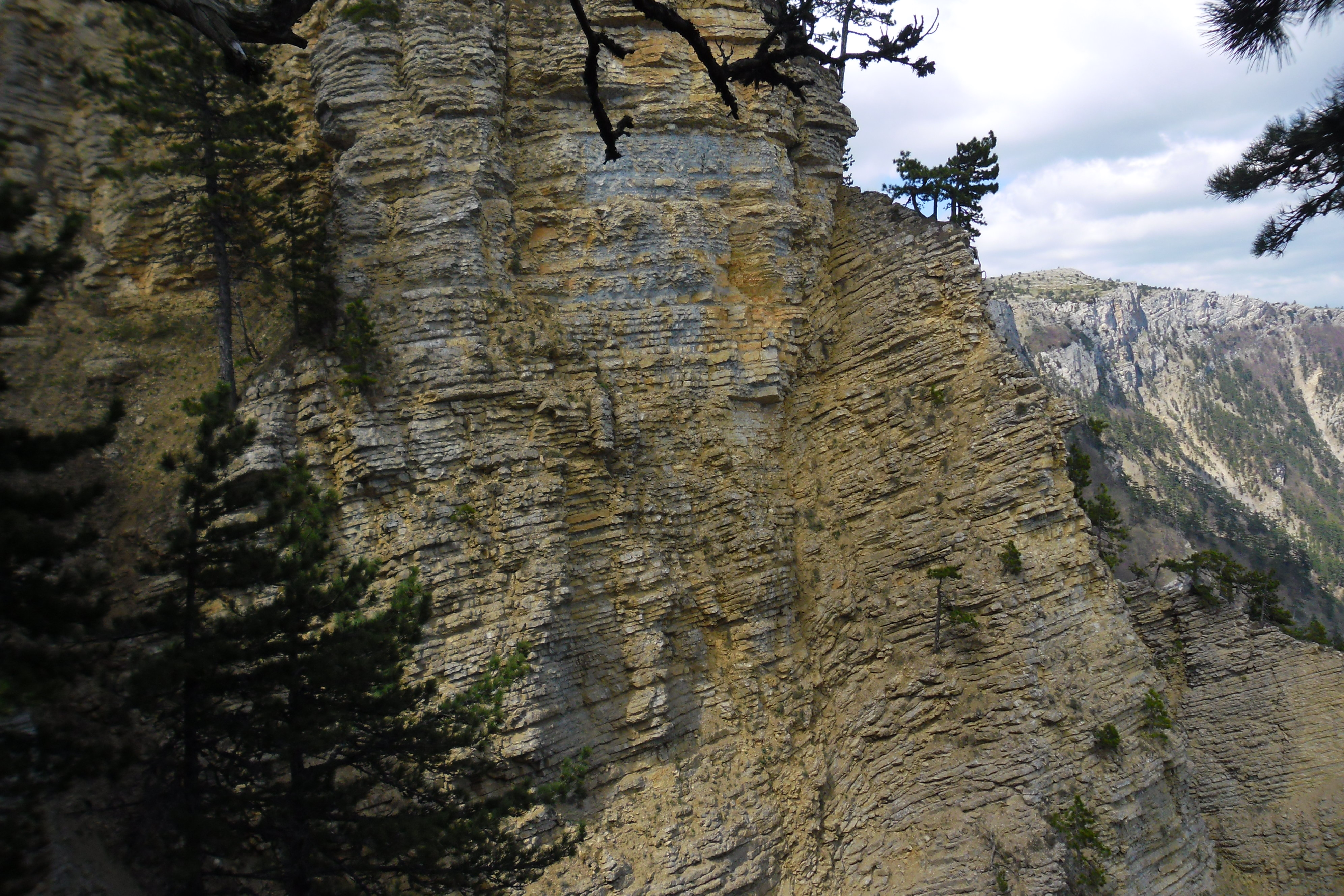
Вид на осадові породи Ялтинської яйли зі Ставрікайської стежки.

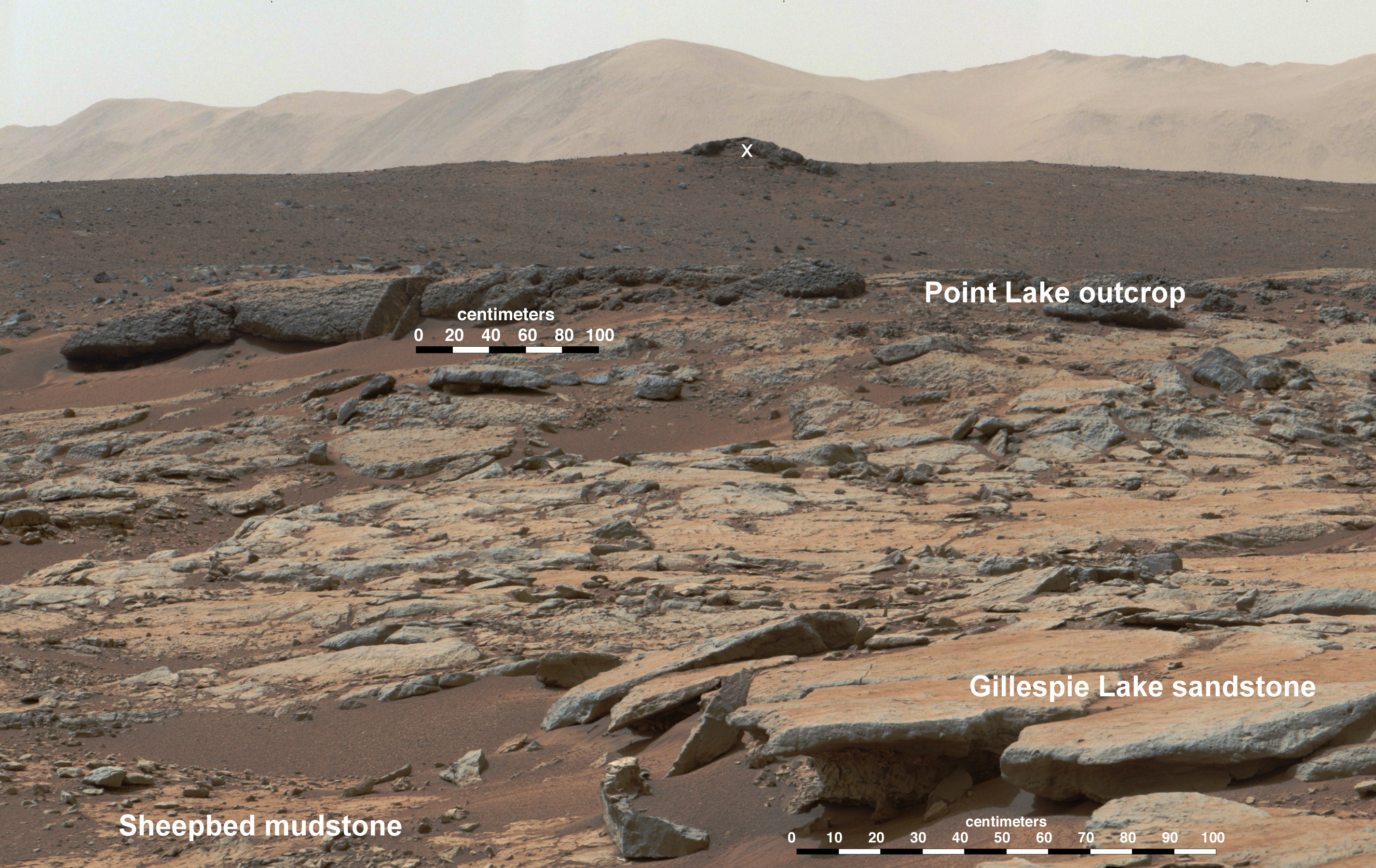
Осадові породи Марса.

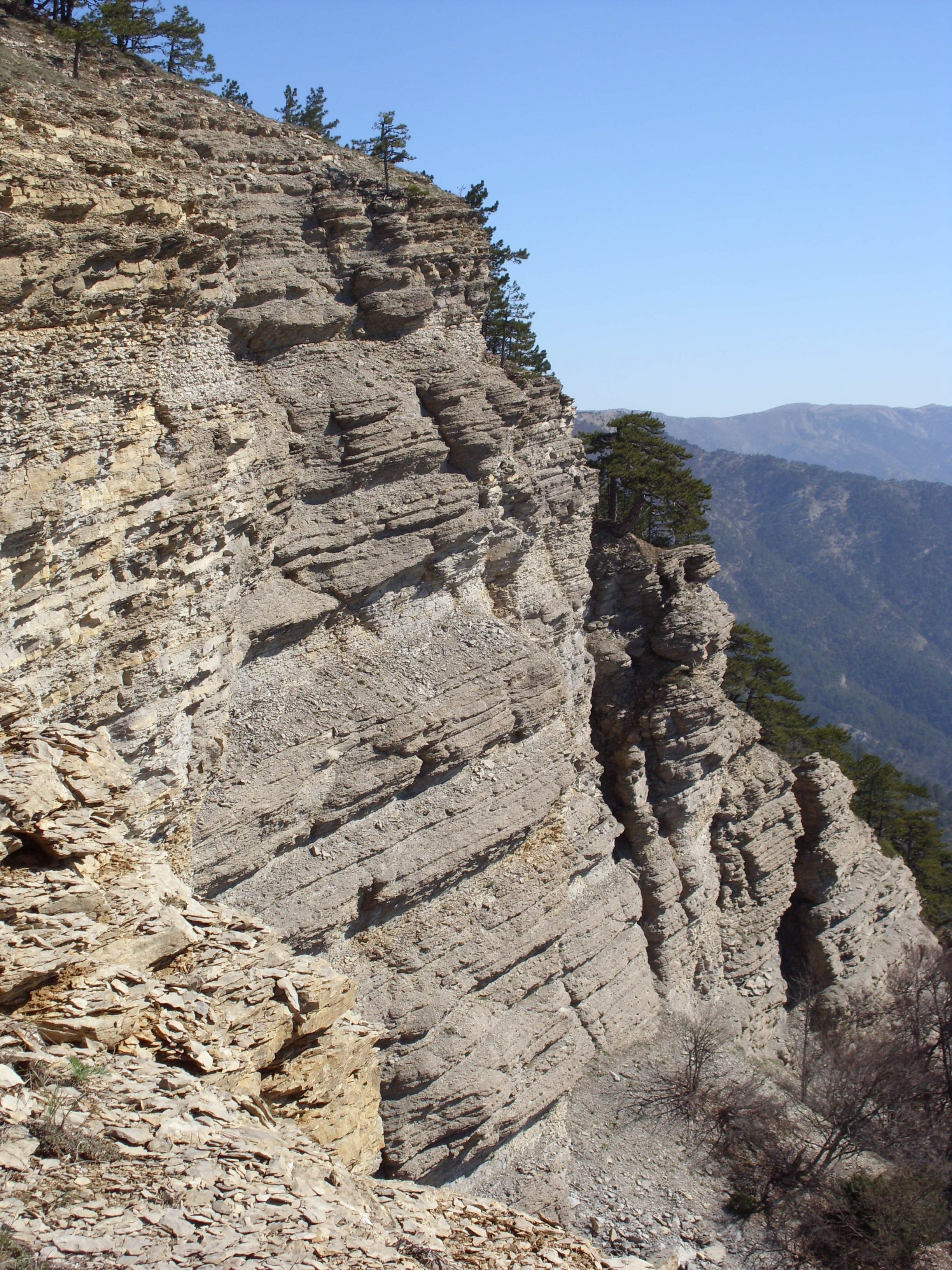
Осадові породи. Ялтинська яйла. Крим. Україна.

Осадові гірські породи класифікують за їх компонентним і/або хімічним складом та походженням. Серед осадових гірських порід переважають глинисті (глини, аргіліти, глинисті сланці — 48 % на платформах, 49 % в геосинкліналях), піщані (піски і пісковики — 23 % на платформах, 23 % в геосинкліналях) і карбонатні (вапняки, доломіт та ін.).
Солі становлять 2,8 % на платформах і 0,3 % в геосинкліналях. У межах материків бл. 20 % обсягу всіх осадкових гірських порід залягає на платформах і 48 % в геосинкліналях. Понад 75 % всіх г. п., що вилучаються з надр Землі (вугілля, нафта, солі, руди заліза, марганцю, алюмінію, розсипи золота і платини, фосфорити, нерудні буд. матеріали тощо), міститься в осадкових гірських породах.
За способом утворення осадові гірські породи поділяють на:
- уламкові (конгломерати, галька, піски, леси тощо),
- глинисті (каолінітові, монтморилонітові глини, вторинні каоліни тощо) й
- хіміко-органогенні (вапняки, солі, трепели, вугілля викопне тощо).

Кременисті осадкові гірські породи — гірські породи, що складаються переважно з аморфного кремнезему, утвореного з органічних залишків (шкаралупок діатомей, спікул кремнієвих губок, черепашок радіолярій) чи дрібних сферичних тілець (ґлобул) опалу або халцедону. Умови нагромадження осадів та подальші їх зміни визначають шаруватість (одна з основних ознак будови), пористість та спосіб цементації осадкових гірських порід. Однорідні за розмірами й густиною осадкові гірські породи називають відсортованими.

## Форми залягання осадових гірських порід
Характерною ознакою осадових гірських порід є їх шаруватість, тобто властивість розташовуватися паралельними або майже паралельними шарами, що відрізняються один від одного складом, структурою, твердістю і забарвленням складаючих їх порід. У товщі осадових гірських порід кожний шар (або пласт) відділений від іншого поверхнею нашарування. Поверхня, яка обмежує пласт знизу, називається підошвою, а поверхня, що обмежує пласт зверху — покрівлею. Отже, покрівля нижчого шару є одночасно підошвою покриваючого шару.
Первинною формою залягання осадових гірських порід є горизонтально залягаючий пласт, складений однорідними породами й обмежений більш-менш паралельними нашаруваннями порід у покрівлі та підошві. Однак у результаті руху земної кори первинна горизонтальна форма залягання осадових гірських порід може бути порушена, внаслідок чого пласт приймає будь-яке похиле положення.
Похило залягаючий пласт характеризується істинною, горизонтальною та вертикальною потужностями.

## Розповсюдження
Осадові гірські породи становлять 10 % усіх гірських порід земної кори: вкривають 75 % поверхні Землі, утворюючи осадову оболонку (стратисферу). Бл. 70 % всіх корисних копалин представлені осадковими гірськими породами. Вік деяких осадкових гірських порід сягає 3,98 млрд р. (виявлені в Ґренландії, 1971). Вивченням осадкових гірських порід займається літологія.